# Designació d'estrella variable
Les estrelles variables es denominen segons una variant de la designació de Bayer o Flamsteed (a saber, un identificador -lletra grega o nombre- seguit del genitiu llatí de la constel·lació a la qual pertany). Abans de la segona meitat del segle xix eren poques les estrellas conegudes, i semblava raonable utilitzar les lletres de l'alfabet llatí a partir de la R per a evitar la confusió amb els tipus espectrals. El desenvolupament de l'astrofotografia i els descobriments cada vegada més nombrosos d'estrelles variables van conduir a arribar al final de l'alfabet. Llavors en van utilitzar dues lletres; quan aquest sistema també es va esgotar es va utilitzar una lletra seguida d'un nombre.
En l'actualitat, el sistema de nomenament és el següent:
- Les estrelles nomenades segons l'alfabet grec (designació de Bayer) conserven aquesta denominació.

- Les primeres estrelles reben la lletra R, després la S, i així successivament fins a la Z.

- Les estrelles següents reben les lletres RR a RZ, després SS fins a SZ, i així successivament fins a arribar a ZZ.

- S'utilitzen després les lletres AA fins a AZ, BB fins a BZ i així successivament fins a QZ, amb l'excepció que s'ometen totes les parelles de lletres on apareix la J.

- S'abandona l'alfabet llatí després de 334 combinacions. Les estrelles següents són nomenades V335, V336, etc. La notació Vnnn amb nnn inferior a 335 també es pot usar per a les estrelles nomenades amb lletres. Així, V1 correspon a R, V9 a Z, V10 a AA i V334 en QZ.

La segona lletra mai pot estar en l'alfabet abans que la primera, i per això combinacions com BA o ZS no són vàlides.
Exemples de denominació d'estrelles variables són: Delta Cephei, R Coronae Borealis, YZ Ceti i V4647 Sagittarii.